# ТОВ «Краснолиманське»
ТОВ «Краснолиманське» — українське гірниче підприємство, спеціалізується на видобуванні вугілля в межах шахтного поля державного підприємства Вугільна компанія «Краснолиманська», яка розташована в Покровському районі Донецької області. Засноване 14 квітня 2003 року. З 2017 року підприємство входить до групи «УкрДонІнвест», власником якої є Віталій Кропачов.
Станом на 2018 рік підприємство здійснювало 45 % поставок вугілля для «Центренерго», стало четвертим підприємством у Донецькій області зі сплати податків. За підсумками 2023 року сплатило до бюджетів усіх рівнів 729,3 млн гривень податків і зборів.
14.03.2024 ТОВ «Краснолиманське» перемогло в аукціоні Держгеонадр з продажу спецдозволу на шахтоділянку «Краснолиманська» (пласт k5в), виділену в межах поля шахти «Капітальна». В адміністративному відношенні шахтоділянка «Краснолиманська» (пласт k5в) знаходиться на cхідній околиці м. Білицьке Покровського району Донецької області. Вид корисної копалини: основна — кам'яне вугілля та супутні — метан вугільних родовищ, германій у вугіллі кам'яному. Дозвіл надається на геологічне вивчення, у тому числі дослідно-промислову розробку, корисних копалин з подальшим видобуванням корисних копалин (промислову розробку родовища) на 20 років.